# 村山明希子
村山　明希子（むらやま　あきこ）は、TBSラジオ「TBS954情報キャスター」所属の元キャスター（2010年9月 - 2013年5月）。
東京都出身。

## 過去の出演番組
- 毒蝮三太夫のミュージックプレゼント
- TBSラジオニュース　隔週日曜日、午後担当。（阿部文音と交互に担当。）
- 交通情報（埼玉県警担当）